# Sylvain Julien Victor Arend
Sylvain Julien Victor Arend (6 de agosto de 1902 - 18 de fevereiro de 1992) foi um astrônomo belga nascido em Robelmont, província de Luxemburgo, na Bélgica. Seu interesse principal era a astrometria. Trabalhou no Observatório Real da Bélgica, em Uccle.

## Biografia
Ele estudou na Universidade Livre de Bruxelas, onde recebeu seu doutorado em física e Matemática. Ele começou a trabalhar no Observatório Real da Bélgica, em 1928, e estava ligado à instituição, onde foi diretor do Departamento de Astrometria e Mecânica Celeste, até 1967. Ele estava interessado principalmente astrometria e a fotografia astrométrica.
Ele descobriu uma nova, a Nova Scuti 1952 e três cometas: os cometas periódicos 49P/Arend-Rigaux e 50P/Arend e junto com Georges Roland, o cometa C/1956 R1 (Arend-Roland). Ele também descobriu ou codescobriu várias estrelas variáveis e cerca de 50 asteroides, incluindo nomeadamente o asteroide Amor 1916 Bóreas e o asteroide troiano 1583 Antilochus. Ele também foi o descobridor de 1652 Hergé, que foi nomeado em homenagem a Hergé, o criador de As Aventuras de Tintim, e 1640 Nemo, em homenagem ao capitão Nemo, personagem criado por Júlio Verne. O asteroide 1563 Noël foi batizado com o nome do seu filho, Noël Arend. Ele também trabalhou extensivamente em colaboração com observatórios estadunidenses, na investigação sobre estrelas binárias.
Em 1948 Arend começou juntamente com outras dezesseis pessoas a organização cética Comité Para.